# Manapaatas
Manapaatas (Manapaataz) ist ein osttimoresischer Ort im Suco Manapa (Verwaltungsamt Cailaco, Gemeinde Bobonaro). Er liegt im Westen der Aldeia Tatelori, auf einer Meereshöhe von 286 m. Eine kleine Straße verbindet den Ort mit Roetete im Südosten. Hier befindet sich der Friedhof der Aldeia.